# Von (valuta)
Von je bio novčana jedinica Koreje od 1902. do 1910. kada je zamijenjen japanskim jenom.
Nakon drugog svjetskog rata i podjele Koreje na Republiku Koreju i Demokratsku Narodnu Republiku Koreju uvedeni su:
- južnokorejski von
- sjevernokorejski von